# ニャンニャン写真
ニャンニャン写真（ニャンニャンしゃしん）は、性行為中またはその前後を容易に想像される場面が写されたプライベートな写真である。

## 概要
当事者の同意のもとで、カップルの記念写真として撮影されることが多い。女性の顔が容易に確認できることが基本である。二人（または男性）は写真を見ながら、当時のことを思い出しながら余韻に浸る。通常の記念写真と違って、当事者しか閲覧しないという意味で秘匿性が高い。中には相手男性がごく親しい友人に対して、ある女性と性行為したことを自慢するために、見せびらかすこともある。
当事者の同意なく撮影された場合はのぞき趣味の単なる盗撮であり、ニャンニャン写真とは呼ばない。また、金銭を対価として同様の場面を撮影された写真はポルノ写真であり、芸術的な目的で撮影された場合は芸術写真であって、ニャンニャン写真とは言いにくい。
しかし、ニャンニャン写真が話題になるのは、盗難や漏洩や当事者間のトラブルなどによって、写真が外部に流出したときである。その場合、覗き趣味の餌食になったり社会的糾弾の的になることさえある。
ニャンニャン写真という言葉が広まったのは、高部知子のプライベート写真が写真週刊誌に掲載された事件（ニャンニャン事件）がきっかけである。一時は専門の投稿写真雑誌、『投稿ニャンニャン写真』（サン出版）などが発売されるなど流行語となった。
『ブブカ』の投稿写真は度々話題を呼んだ。
デジタルカメラの普及と共に、画像ファイルの流出による事件も頻発している。コンピュータウイルスに感染したパソコンからP2P技術を使ったソフトウェア（Winnyなど）を介して画像が流出したり、交際相手の男性が雑誌編集部に持ち込むなどして、外部に知られることがある。
清純なことを売り出している女性タレントのニャンニャン写真が外部流出した場合、女性タレントのその後の芸能活動に支障を来たすこともある。実際に路線転換や引退を余儀なくされた者もいる他、名誉毀損を訴えて法的手段に出たケースもある。

## 関連事件
- ニャンニャン事件
- 陳冠希わいせつ写真流出事件